# Rhinecanthus abyssus
Rhinecanthus abyssus és un peix teleosti de la família dels balístids i de l'ordre dels tetraodontiformes.

## Morfologia
Pot arribar als 16,6 cm de llargària total.

## Distribució geogràfica
Es troba a les costes del Pacífic occidental.